# Kog
Kog – wieś w Słowenii, w gminie Ormož. 1 stycznia 2018 liczyła 241 mieszkańców.